# بنغول أرضي
البنغول الأرضي (Smutsia temminckii) هو واحد من أربعة أنواع من البنغول تعيش في أفريقيا، وهو البنغول الوحيد الموجود في في جنوب وشرق أفريقيا، الاسم العلمي للحيوان مأخوذ من اسم عالم الحيوان الهولندي كونراد جاكوب تمينك، ويعتبر البنغول من أكثر الحيوانات المهددة بالانقراض في العالم.

## الوصف
جسد البنغول مغطى بالكامل تقريبًا بالحراشف التي تشكل حوالي 20٪ من وزن جسمه، تتكون الحراشف من الكيراتين، وهي نفس المادة التي تشكل شعر الإنسان وأظافره، وتعطي هذه الحراشف البنغول مظهرًا مشابهًا لصنوبر الخرشوف.  أسفل البنغول مغطى بفراء متناثر بدون حراشف. عندما يشعر البنغول بالتهديد فإنه عادة ما بالتف حول نفسه مثل الكرة ليحمي بطنه الضعيفة. يتراوح طول البنغول من 30 إلى 90 سم (من 1 إلى 3 أقدام) باستثناء الذيل ويزن من 5 إلى 27 كجم (10 إلى 60 رطلاً)، ويتراوح طول ذيل البالغ حوالي 26 إلى 70 سم (حوالي 10 إلى 28 بوصة). ولون البالغين منه يترواح من بني فاتح وزيتوني وبني داكن، بينما لون الشباب بني شاحب أو وردي.
يمشي البنغول الأرضي على أرجله الخلفية، وأحيانًا يستخدم أرجله الأمامية وذيله ليتوازن، يمكنه الحفر بأطرافه التي فيها خمسة أصابع وثلاثة مخالب طويلة منحنية، يمكنه بهذه المخالب هدم أعشاش النمل الأبيض وحفر الجحور. للبنغول ذيل طويل وعريض ورأس مخروطية صغيرة ذات فكوك بدون أسنان. معدة البنغول عضلية بها أشواك كيراتينية وأحجار صغيرة لهرس وطحن الفرائس، على غرار حوصلة الطائر، يمتلك البنغول أيضًا لسان عضلي طويل يسهل له اصطياد النمل والنمل الأبيض من جحره، لسانه أطول من جسمه بداية اللسان من تجويف سفلي بالقرب من الحوض. ليس للبنغول أذن خارجية، لذا فهو ضعيف السمع وكذلك ضعف الرؤية، إلا أن حاسة الشم لديه قوية.

## المدى والتوزيع
تنتشر أنواع البنغول الإفريقية في 15 دولة إفريقية في جميع أنحاء جنوب ووسط وشرق أفريقيا، أما البنغول الأرضي فهو النوع الوحيد الموجود في جنوب وشرق أفريقيا، ويعيش في غابات السافانا المعتدلة على ارتفاعات منخفضة.

## السلوك والتنظيم الاجتماعي

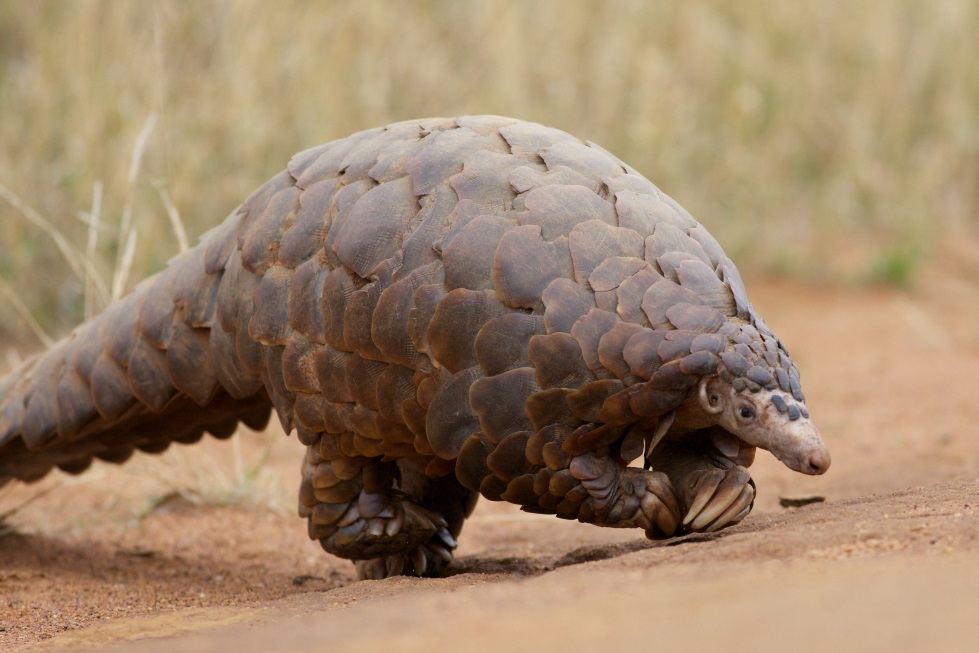
بنغول أرضي.

لا يُعرف سوى القليل عن البنغول إذ تصعب دراسته في البرية، البنغول جيوان انفرادي لا يتفاعل مع بني جنسه إلا عند التزاوج. يعيش البنغول في جحور عميقة من غرف شبه كروية، هذه الجحور كبيرة تدرجة تمكن البشر من الزحف فيها، يفضل البنغول الأرضي احتلال حفر الخنازير أو الاستلقاء في الغطاء النباتي الكثيف على حفر حفرة خاصة بها. البنغول حيوان ليلي يميزون منطقتهم بنشر البول والإفرازات ونثر البراز. أ
دواته الدفاعية هي الالتفاف والصفير والنفخ والهجوم بذيله الحاد. حراشفه الموجودة على ذيله قادرة على إحداث جروح خطيرة، البنغول قادر أيضًا على إنتاج حمض ضار من الغدد القريبة من فتحة الشرج مثل الظربان، يستخدم هذا الخمس لدرء الحيوانات المفترسة بالنسبة له مثل: الفهود والضباع والبشر.

## النظام الغذائي
يتغذى البنغول الأرضي على النمل والنمل الأبيض، وقد لوحظ أنهم يدمرون أعشاشًا كاملة تحت الأرض لأنواع معينة من النمل الأبيض دون أن يأكلوا أي منها، مفضلين أكل بعض الأنواع فقط، لا يبدو أن تحديد الفريسة المناسبة يعتمد على حجم النوع وحده ولكن من المحتمل أيضًا أن يعتمد على الدفاعات الكيميائية والميكانيكية لكل نوع، حتى في البيئات القاحلة يبقى البنغول انتقائي في عاداتهم الغذائية فيما يتعلق بأنواع الفرائس.

## التكاثر ودورة الحياة
عمر البنغول غير معروف، لكن متوسط عمره في الأسر 20 عامًا، الذكر أثقل من الأنثى بنسبة 10-50٪ ليس له موسم تزاوج محدد، ويميل البنغول إلى التزاوج في الصيف والخريف. تصل فترة الحمل إلى ما يصل إلى 139 يوم. عادة ما تلد إناث الأنواع الأفريقية بنغولًا واحدًا فقط. 
يكون للبنغول حديثة الولادة قشور ناعمة شاحبة تبدأ في التصلب في اليوم الثاني، يبلغ طول الصغار عادة حوالي 6 بوصات (15 سم) وحوالي 12 أونصة (340.19 جم) عند الولادة، وترضعهم أمهاتهم لمدة 3 إلى 4 أشهر، لكن يبدأون في أكل النمل الأبيض بعد شهر واحد فقط، يصبح البنغول ناضج جنسيًا في عمر عامين، وقتها يتركون أمهاتهم ويبدأون في العيش بمفردهم.

## حالة الحفظ والتهديدات
أُدرج البنغول الأرضي في القائمة الحمراء للاتحاد الدولي لحفظ الطبيعة بسبب استنتاج "وجود انخفاض مستنتج سابقًا/مستمرًا ومتوقعًا في المستقبل بنسبة 30-40٪ في فترة 27 عامًا (تسع سنوات ماضية و18 عامًا مستقبلية؛ جيل البنغول عمره تسع سنوات) إذ يصطاد بكثرة للاستخدام في الطب التقليدي الآسيوي"، جميع أنواع البنغول الثمانية الموجودة الآن مهددة بالانقراض.
التهديدات الرئيسية للبنغول الأرضي هي فقدان الموائل بسبب زراعة البشر لموائله والاتجار غير المشروع وهو أهم سبب إذ يعتبر البنغول أكثر الحيوانات التي يُتاجر بها في العالم (تليهم الأفيال بسبب عاجها)؛ يستخدم البنغول في الأدوية التقليدية. لحمه غالي الثمن وله قيمة في الصين وفيتنام بسبب اعتقاد أن دمه يشفي من الأمراض، وتقدر عدد البنغول التي يتاجر به بشكل غير قانوني كل عام هو 10,000، في حين أن الأرقام الفعلية قد تتجاوز 250,000 (في عامين).